# Athyrium latisectum
Athyrium latisectum là một loài thực vật có mạch trong họ Woodsiaceae. Loài này được (H. Rosend.) Tardieu miêu tả khoa học đầu tiên năm 1958.